# 秀色海豬魚
秀色海豬魚，為輻鰭魚綱鱸形目隆頭魚亞目隆頭魚科的其中一種，分布於東印度洋的明打威群島及泰國東南部海域，棲息深度1-3公尺，體長可達12公分，棲息在海藻生長的礁石區海域，生活習性不明。